# Guaros de Lara
Les Guaros de Lara sont un club vénézuélien de basket-ball évoluant en Liga Profesional de Baloncesto, soit le plus haut niveau du championnat vénézuélien. Le club est basé dans la ville de Barquisimeto.

## Palmarès
- Vainqueur de la Ligue des Amériques 2016
- Vainqueur de la Coupe intercontinentale en 2016

## Entraîneurs
- 2016 :  Iván Déniz
- 2017- :  Fernando Duró

## Joueurs célèbres ou marquants
- Carl Herrera
- Tariq Kirksay
- Dewarick Spencer
- Mardy Collins
- Pablo Machado
- Hervé Touré[réf. nécessaire]